# Liste des matchs de l'équipe de Slovaquie de football par adversaire
Cette liste présente les matchs de l'équipe de Slovaquie de football par adversaire rencontré depuis sa première création en 1939.
- Haut – A
- B
- C
- D
- E
- F
- G
- H
- I
- J
- K
- L
- M
- N
- O
- P
- Q
- R
- S
- T
- U
- V
- W
- X
- Y
- Z

## A

### Algérie
Confrontations entre l'équipe d'Algérie de football et l'équipe de Slovaquie de football :
| Date            | Lieu          | Match               | Score | Compétition  |
| 27 février 2001 | Alger Algérie | Algérie - Slovaquie | 1-1   | Match amical |

#### Bilan
- Total de matchs disputés : 1
- Victoires de l'équipe d'Algérie : 0
- Victoires de l'équipe de Slovaquie : 0
- Matchs nuls : 1

### Allemagne
Confrontations entre l'équipe d'Allemagne de football et l'équipe de Slovaquie de football :
| Date              | Lieu                           | Match                 | Score | Compétition                                |
| 3 décembre 1939   | Chemnitz Reich allemand        | Allemagne - Slovaquie | 3-1   | Match amical                               |
| 27 août 1939      | Bratislava République slovaque | Slovaquie - Allemagne | 2-0   | Match amical                               |
| 15 septembre 1940 | Bratislava République slovaque | Slovaquie - Allemagne | 0-1   | Match amical                               |
| 7 décembre 1941   | Breslau Reich allemand         | Allemagne - Slovaquie | 4-0   | Match amical                               |
| 22 novembre 2001  | Brême Allemagne                | Allemagne - Slovaquie | 2-0   | Match amical                               |
| 3 septembre 2005  | Bratislava Slovaquie           | Slovaquie - Allemagne | 2-0   | Match amical                               |
| 11 octobre 2006   | Bratislava Slovaquie           | Slovaquie - Allemagne | 1-4   | Qualifications pour l'Euro 2008 (Groupe D) |
| 6 juin 2007       | Hambourg Allemagne             | Allemagne - Slovaquie | 2-1   | Qualifications pour l'Euro 2008 (Groupe D) |
| 26 juin 2016      | Villeneuve-d'Ascq France       | Allemagne - Slovaquie | 3-0   | Euro 2016 (huitièmes de finale)            |

#### Bilan
- Total de matchs disputés : 9
- Victoires de l'équipe d'Allemagne : 7
- Victoires de l'équipe de Slovaquie : 2
- Matchs nuls : 0

### Andorre
Confrontations entre l'équipe d'Andorre de football et l'équipe de Slovaquie de football :
| Date         | Lieu                       | Match               | Score | Compétition                                |
| 26 mars 2011 | Andorre-la-Vieille Andorre | Andorre - Slovaquie | 0-1   | Qualifications pour l'Euro 2012 (Groupe B) |
| 4 juin 2011  | Bratislava Slovaquie       | Slovaquie - Andorre | 1-0   | Qualifications pour l'Euro 2012 (Groupe B) |

#### Bilan
- Total de matchs disputés : 2
- Victoires de l'équipe d'Andorre : 0
- Victoires de l'équipe de Slovaquie : 2
- Matchs nuls : 0

### Angleterre
Confrontations entre l'équipe d'Angleterre de football et l'équipe de Slovaquie de football :
| Date             | Lieu                     | Match                  | Score | Compétition                     |
| 12 octobre 2002  | Bratislava Slovaquie     | Slovaquie - Angleterre | 1-2   | Qualifications pour l'Euro 2004 |
| 11 juin 2003     | Middlesbrough Angleterre | Angleterre - Slovaquie | 2-1   | Qualifications pour l'Euro 2004 |
| 28 mars 2009     | Londres Angleterre       | Angleterre - Slovaquie | 4-0   | Match amical                    |
| 20 juin 2016     | Saint-Étienne France     | Slovaquie - Angleterre | 0-0   | Euro 2016 (groupe B)            |
| 4 Septembre 2016 | Bratislava Slovaquie     | Slovaquie - Angleterre | 0-1   | Qualifications pour Fifa 2018   |
| 4 Septembre 2017 | Londres Angleterre       | Angleterre - Slovaquie | 2-1   | Qualifications pour Fifa 2018   |
| 30 Juin 2024     | Gelsenkirchen Allemagne  | Angleterre - Slovaquie | 2-1   | Euro 2024 (Round of 16)         |

#### Bilan
- Total de matchs disputés : 7
- Victoire de l'équipe d'Angleterre : 6
- Victoires de l'équipe de Slovaquie : 0
- Matchs nuls : 1

### Arabie saoudite
Confrontations entre l'équipe d'Arabie saoudite de football et l'équipe de Slovaquie de football :
| Date            | Lieu            | Match                       | Score | Compétition  |
| 15 février 2000 | Nitra Slovaquie | Slovaquie - Arabie saoudite | 1-1   | Match amical |

#### Bilan
- Total de matchs disputés : 1
- Victoires de l'équipe d'Arabie saoudite : 0
- Victoires de l'équipe de Slovaquie : 0
- Matchs nuls : 1

### Arménie
Confrontations entre l'équipe d'Arménie de football et l'équipe de Slovaquie de football :
| Date             | Lieu             | Match               | Score | Compétition                                |
| 8 octobre 2010   | Erevan Arménie   | Arménie - Slovaquie | 3-1   | Qualifications pour l'Euro 2012 (Groupe B) |
| 6 septembre 2011 | Žilina Slovaquie | Slovaquie - Arménie | 0-4   | Qualifications pour l'Euro 2012 (Groupe B) |

#### Bilan
- Total de matchs disputés : 2
- Victoires de l'équipe d'Arménie : 2
- Victoires de l'équipe de Slovaquie : 0
- Matchs nuls : 0

### Australie
Confrontations entre l'équipe d'Australie de football et l'équipe de Slovaquie de football :
| Date            | Lieu             | Match                 | Score | Compétition    |
| 12 février 2000 | Valparaíso Chili | Australie - Slovaquie | 0-0   | Tournoi amical |

#### Bilan
- Total de matchs disputés : 1
- Victoires de l'équipe d'Australie : 0
- Victoires de l'équipe de Slovaquie : 0
- Matchs nuls : 1

### Autriche
Confrontations entre l'équipe d'Autriche de football et l'équipe de Slovaquie de football :
| Date         | Lieu                 | Match                | Score | Compétition  |
| 27 mars 2002 | Graz Autriche        | Autriche - Slovaquie | 2-0   | Match amical |
| 31 mars 2004 | Bratislava Slovaquie | Slovaquie - Autriche | 1-1   | Match amical |
| 18 août 2011 | Klagenfurt Autriche  | Autriche - Slovaquie | 1-2   | Match amical |

#### Bilan
- Total de matchs disputés : 3
- Victoires de l'équipe d'Autriche : 1
- Victoires de l'équipe de Slovaquie : 1
- Matchs nuls : 1

### Azerbaïdjan
Confrontations entre l'équipe d'Azerbaïdjan de football et l'équipe de Slovaquie de football :
| Date              | Lieu              | Match                   | Score | Compétition                                           |
| 29 mars 1995      | Košice Slovaquie  | Slovaquie - Azerbaïdjan | 4-1   | Qualifications pour l'Euro 1996 (Groupe 1)            |
| 16 août 1995      | Trabzon Turquie   | Azerbaïdjan - Slovaquie | 0-1   | Qualifications pour l'Euro 1996 (Groupe 1)            |
| 5 septembre 1998  | Košice Slovaquie  | Slovaquie - Azerbaïdjan | 3-0   | Qualifications pour l'Euro 2000 (Groupe 7)            |
| 9 octobre 1999    | Bakou Azerbaïdjan | Azerbaïdjan - Slovaquie | 0-1   | Qualifications pour l'Euro 2000 (Groupe 7)            |
| 28 mars 2001      | Trnava Slovaquie  | Slovaquie - Azerbaïdjan | 3-1   | Qualifications pour la Coupe du monde 2002 (Groupe 3) |
| 6 juin 2001       | Bakou Azerbaïdjan | Azerbaïdjan - Slovaquie | 2-0   | Qualifications pour la Coupe du monde 2002 (Groupe 3) |
| 11 Juin 2019      | Bakou Azerbaïdjan | Azerbaïdjan - Slovaquie | 1-5   | Qualifications pour Euro 2020                         |
| 19 Novembre 2019  | Košice Slovaquie  | Slovaquie - Azerbaïdjan | 2-0   | Qualifications pour Euro 2020                         |
| 10 Juin 2022      | Bakou Azerbaïdjan | Azerbaïdjan - Slovaquie | 0-1   | LIGUE DES NATIONS                                     |
| 22 Septembre 2022 | Košice Slovaquie  | Slovaquie - Azerbaïdjan | 1-2   | LIGUE DES NATIONS                                     |
| 8 Septembre 2024  | Trnava Slovaquie  | Slovaquie - Azerbaïdjan |       | LIGUE DES NATIONS 24/25                               |
| 14 Octobre 2024   | Bakou Azerbaïdjan | Azerbaïdjan - Slovaquie |       | LIGUE DES NATIONS 24/25                               |

#### Bilan
- Total de matchs disputés : 10
- Victoires de l'équipe d'Azerbaïdjan : 2
- Victoires de l'équipe de Slovaquie :8
- Matchs nuls : 0

## B
- Haut – A
- B
- C
- D
- E
- F
- G
- H
- I
- J
- K
- L
- M
- N
- O
- P
- Q
- R
- S
- T
- U
- V
- W
- X
- Y
- Z

### Belgique
Confrontations entre l'équipe de Belgique de football et l'équipe de Slovaquie de football :
| Date           | Lieu                | Match                | Score | Compétition  |
| 17 avril 2002  | Bruxelles Belgique  | Belgique - Slovaquie | 1-1   | Match amical |
| 20 mai 2006    | Trnava Slovaquie    | Slovaquie - Belgique | 1-1   | Match amical |
| 6 février 2013 | Bruges Belgique     | Belgique - Slovaquie | 2-1   | Match amical |
| 17 Juin 2024   | Francfort Allemagne | Belgique - Slovaquie | 0-1   | Euro 2024    |

#### Bilan
- Total de matchs disputés : 4
- Victoires de l'équipe de Belgique : 1
- Victoires de l’équipe de Slovaquie : 1
- Matchs nuls : 2

### Biélorussie
Confrontations entre l'équipe de Biélorussie de football et l'équipe de Slovaquie de football :
| Date         | Lieu            | Match                   | Score | Compétition  |
| 27 mars 1996 | Nitra Slovaquie | Slovaquie - Biélorussie | 4-0   | Match amical |

#### Bilan
- Total de matchs disputés : 1
- Victoires de l'équipe de Biélorussie : 0
- Victoires de l’équipe de Slovaquie : 1
- Matchs nuls : 0

### Bolivie
Confrontations entre l'équipe de Bolivie de football et l'équipe de Slovaquie de football :
| Date           | Lieu               | Match               | Score | Compétition      |
| 2 février 1997 | Cochabamba Bolivie | Bolivie - Slovaquie | 0-1   | Match amical     |
| 14 juin 2000   | Saga Japon         | Bolivie - Slovaquie | 0-2   | Coupe Kirin 2000 |

#### Bilan
- Total de matchs disputés : 2
- Victoires de l'équipe de Bolivie : 0
- Victoires de l’équipe de Slovaquie : 2
- Matchs nuls : 0

### Bosnie-Herzégovine
Confrontations entre l'équipe de Bosnie-Herzégovine de football et l'équipe de Slovaquie de football :
| Date             | Lieu                 | Match                          | Score | Compétition  |
| 17 novembre 2010 | Bratislava Slovaquie | Slovaquie - Bosnie-Herzégovine | 2-3   | Match amical |

#### Bilan
- Total de matchs disputés : 1
- Victoires de l'équipe de Bosnie-Herzégovine : 1
- Victoires de l’équipe de Slovaquie : 0
- Matchs nuls : 0

### Brésil
Confrontations entre l'équipe du Brésil de football et l'équipe de Slovaquie de football :
| Date            | Lieu             | Match              | Score | Compétition  |
| 22 février 1995 | Fortaleza Brésil | Brésil - Slovaquie | 5-0   | Match amical |

#### Bilan
- Total de matchs disputés : 1
- Victoires de l'équipe du Brésil : 1
- Victoires de l’équipe de Slovaquie : 0
- Matchs nuls : 0

### Bulgarie
Confrontations entre l'équipe de Bulgarie de football et l'équipe de Slovaquie de football :
| Date             | Lieu                      | Match                | Score | Compétition    |
| 6 juillet 1940   | Sofia Royaume de Bulgarie | Bulgarie - Slovaquie | 1-4   | Match amical   |
| 24 avril 1996    | Trnava Slovaquie          | Slovaquie - Bulgarie | 0-0   | Match amical   |
| 11 mars 1997     | Sofia Bulgarie            | Bulgarie - Slovaquie | 0-1   | Match amical   |
| 3 mars 1999      | Stara Zagora Bulgarie     | Bulgarie - Slovaquie | 2-0   | Match amical   |
| 19 mai 1999      | Dubnica Slovaquie         | Slovaquie - Bulgarie | 2-0   | Match amical   |
| 9 février 2000   | Valparaíso Chili          | Bulgarie - Slovaquie | 1-0   | Tournoi amical |
| 11 novembre 2006 | Žilina Slovaquie          | Slovaquie - Bulgarie | 3-1   | Match amical   |

#### Bilan
- Total de matchs disputés : 7
- Victoires de l'équipe de Bulgarie : 2
- Victoires de l'équipe de Slovaquie : 4
- Matchs nuls : 1

## C
- Haut – A
- B
- C
- D
- E
- F
- G
- H
- I
- J
- K
- L
- M
- N
- O
- P
- Q
- R
- S
- T
- U
- V
- W
- X
- Y
- Z

### Cameroun
Confrontations entre l'équipe du Cameroun de football et l'équipe de Slovaquie de football :
| Date        | Lieu                | Match                | Score | Compétition  |
| 29 mai 2010 | Klagenfurt Autriche | Cameroun - Slovaquie | 1-1   | Match amical |

#### Bilan
- Total de matchs disputés : 1
- Victoires de l'équipe du Cameroun : 0
- Victoires de l'équipe de Slovaquie : 0
- Matchs nuls : 1

### Chili
Confrontations entre l'équipe du Chili de football et l'équipe de Slovaquie de football :
| Date             | Lieu             | Match             | Score | Compétition    |
| 15 février 2000  | Valparaíso Chili | Chili - Slovaquie | 0-2   | Tournoi amical |
| 17 novembre 2009 | Žilina Slovaquie | Slovaquie - Chili | 1-2   | Match amical   |

#### Bilan
- Total de matchs disputés : 2
- Victoires de l'équipe du Chili : 1
- Victoires de l'équipe de Slovaquie : 1
- Matchs nuls : 0

### Chypre
Confrontations entre l'équipe de Chypre de football et l'équipe de Slovaquie de football :
| Date             | Lieu                 | Match              | Score | Compétition                                |
| 13 février 2003  | Larnaca Chypre       | Chypre - Slovaquie | 1-3   | Tournoi amical                             |
| 2 septembre 2006 | Bratislava Slovaquie | Slovaquie - Chypre | 6-1   | Qualifications pour l'Euro 2008 (Groupe D) |
| 24 mars 2007     | Nicosie Chypre       | Chypre - Slovaquie | 1-3   | Qualifications pour l'Euro 2008 (Groupe D) |
| 11 février 2009  | Nicosie Chypre       | Chypre - Slovaquie | 3-2   | Match amical                               |

#### Bilan
- Total de matchs disputés : 4
- Victoires de l'équipe de Chypre : 1
- Victoires de l'équipe de Slovaquie : 3
- Matchs nuls : 0

### Colombie
Confrontations entre l'équipe de Colombie de football et l'équipe de Slovaquie de football :
| Date             | Lieu                | Match                | Score | Compétition  |
| 8 février 1997   | Pereira Colombie    | Colombie - Slovaquie | 1-0   | Match amical |
| 19 novembre 1999 | Bogota Colombie     | Colombie - Slovaquie | 1-0   | Match amical |
| 21 août 2003     | New York États-Unis | Colombie - Slovaquie | 0-0   | Match amical |

#### Bilan
- Total de matchs disputés : 3
- Victoires de l'équipe de Colombie : 2
- Victoires de l’équipe de Slovaquie : 0
- Matchs nuls : 1

### République de Corée (Corée du Sud)
Confrontations entre l'équipe de Corée du Sud de football et l'équipe de Slovaquie de football :
| Date          | Lieu                 | Match                    | Score | Compétition  |
| 15 avril 1998 | Bratislava Slovaquie | Slovaquie - Corée du Sud | 0-0   | Match amical |

#### Bilan
- Total de matchs disputés : 1
- Victoires de l'équipe de Corée du Sud : 0
- Victoires de l’équipe de Slovaquie : 0
- Matchs nuls : 1

### Costa Rica
Confrontations entre l'équipe du Costa Rica de football et l'équipe de Slovaquie de football :
| Date             | Lieu                 | Match                  | Score | Compétition  |
| 5 février 1997   | Alajuela Costa Rica  | Costa Rica - Slovaquie | 2-2   | Match amical |
| 25 novembre 1999 | Alajuela Costa Rica  | Costa Rica - Slovaquie | 4-0   | Match amical |
| 5 juin 2010      | Bratislava Slovaquie | Slovaquie - Costa Rica | 3-0   | Match amical |

#### Bilan
- Total de matchs disputés : 3
- Victoires de l'équipe du Costa Rica : 1
- Victoires de l’équipe de Slovaquie : 1
- Matchs nuls : 1

### Croatie
Confrontations entre l'équipe de Croatie de football et l'équipe de Slovaquie de football :
| Date              | Lieu                               | Match               | Score | Compétition  |
| 7 septembre 1941  | Bratislava République slovaque     | Slovaquie - Croatie | 1-1   | Match amical |
| 28 septembre 1941 | Zagreb État indépendant de Croatie | Croatie - Slovaquie | 5-2   | Match amical |
| 7 juillet 1942    | Bratislava République slovaque     | Slovaquie - Croatie | 1-2   | Match amical |
| 23 août 1942      | Zagreb État indépendant de Croatie | Croatie - Slovaquie | 6-1   | Match amical |
| 10 avril 1943     | Zagreb État indépendant de Croatie | Croatie - Slovaquie | 1-0   | Match amical |
| 7 juin 1943       | Bratislava République slovaque     | Slovaquie - Croatie | 1-3   | Match amical |
| 9 avril 1944      | Zagreb État indépendant de Croatie | Croatie - Slovaquie | 7-3   | Match amical |
| 20 avril 1994     | Bratislava Slovaquie               | Slovaquie - Croatie | 4-1   | Match amical |
| 29 mai 1998       | Pula Croatie                       | Croatie - Slovaquie | 1-2   | Match amical |
| 16 août 2000      | Bratislava Slovaquie               | Slovaquie - Croatie | 1-1   | Match amical |
| 29 mai 2004       | Rijeka Croatie                     | Croatie - Slovaquie | 1-0   | Match amical |
| 16 octobre 2007   | Rijeka Croatie                     | Croatie - Slovaquie | 3-0   | Match amical |
| 11 août 2010      | Bratislava Slovaquie               | Slovaquie - Croatie | 1-1   | Match amical |

#### Bilan
- Total de matchs disputés : 13
- Victoires de l'équipe de Croatie : 8
- Victoires de l'équipe de Slovaquie : 2
- Matchs nuls : 3

## D
- Haut – A
- B
- C
- D
- E
- F
- G
- H
- I
- J
- K
- L
- M
- N
- O
- P
- Q
- R
- S
- T
- U
- V
- W
- X
- Y
- Z

### Danemark
Confrontations entre l'équipe du Danemark de football et l'équipe de Slovaquie de football :
| Date         | Lieu             | Match                | Score | Compétition  |
| 29 mars 2011 | Trnava Slovaquie | Slovaquie - Danemark | 1-2   | Match amical |
| 15 août 2012 | Odense Danemark  | Danemark - Slovaquie | 1-3   | Match amical |

#### Bilan
- Total de matchs disputés : 2
- Victoires de l'équipe du Danemark : 1
- Victoires de l'équipe de Slovaquie : 1
- Matchs nuls : 0

## E
- Haut – A
- B
- C
- D
- E
- F
- G
- H
- I
- J
- K
- L
- M
- N
- O
- P
- Q
- R
- S
- T
- U
- V
- W
- X
- Y
- Z

### Égypte
Confrontations entre l'équipe d'Égypte de football et l'équipe de Slovaquie de football :
| Date           | Lieu                        | Match              | Score | Compétition  |
| 4 février 1994 | Charjah Émirats arabes unis | Slovaquie - Égypte | 0-1   | Match amical |

#### Bilan
- Total de matchs disputés : 1
- Victoires de l'équipe d'Égypte : 1
- Victoires de l'équipe de Slovaquie : 0
- Matchs nuls : 0

### Émirats arabes unis
Confrontations entre l'équipe des Émirats arabes unis de football et l'équipe de Slovaquie de football :
| Date             | Lieu                          | Match                           | Score | Compétition  |
| 2 février 1994   | Charjah Émirats arabes unis   | Émirats arabes unis - Slovaquie | 0-1   | Match amical |
| 11 décembre 2006 | Abou Dabi Émirats arabes unis | Émirats arabes unis - Slovaquie | 1-2   | Match amical |

#### Bilan
- Total de matchs disputés : 2
- Victoires de l'équipe des Émirats arabes unis : 0
- Victoires de l'équipe de Slovaquie : 2
- Matchs nuls : 0

### Espagne
Confrontations entre l'équipe d'Espagne de football et l'équipe de Slovaquie de football :
| Date              | Lieu                 | Match               | Score | Compétition                                           |
| 13 novembre 1996  | Tenerife Espagne     | Espagne - Slovaquie | 4-1   | Qualifications pour la Coupe du monde 1998 (Groupe 6) |
| 24 septembre 1997 | Bratislava Slovaquie | Slovaquie - Espagne | 1-2   | Qualifications pour la Coupe du monde 1998 (Groupe 6) |
| 12 novembre 2005  | Madrid Espagne       | Espagne - Slovaquie | 5-1   | Qualifications pour la Coupe du monde 2006 (Barrages) |
| 16 novembre 2005  | Bratislava Slovaquie | Espagne - Slovaquie | 1-1   | Qualifications pour la Coupe du monde 2006 (Barrages) |
| 9 octobre 2014    | Žilina Slovaquie     | Slovaquie - Espagne | 2-1   | Qualifications pour l'Euro 2016 (Groupe C)            |
| 5 septembre 2015  | Oviedo Espagne       | Espagne - Slovaquie | 2-0   | Qualifications pour l'Euro 2016 (Groupe C)            |
| 23 juin 2021      | Séville Espagne      | Espagne - Slovaquie | 5-0   | Euro 2020                                             |

#### Bilan
- Total de matchs disputés : 7
- Victoires de l'équipe d'Espagne : 5
- Victoires de l'équipe de Slovaquie : 1
- Matchs nuls : 1

### Estonie
Confrontations entre l'équipe d'Estonie de football et l'équipe de Slovaquie de football :
| Date             | Lieu                 | Match               | Score | Compétition                                           |
| 26 mars 2005     | Tallinn Estonie      | Estonie - Slovaquie | 1-2   | Qualifications pour la Coupe du monde 2006 (Groupe 3) |
| 8 octobre 2005   | Bratislava Slovaquie | Slovaquie - Estonie | 1-0   | Qualifications pour la Coupe du monde 2006 (Groupe 3) |
| 5 Septembre 2024 | Tallinn Estonie      | Estonie - Slovaquie |       | LIGUE DES NATIONS 2024/2025                           |
| 19 Novembre 2024 | Bratislava Slovaquie | Slovaquie - Estonie |       | LIGUE DES NATIONS 2024/2025                           |

#### Bilan
- Total de matchs disputés : 2
- Victoires de l'équipe d'Estonie : 0
- Victoires de l'équipe de Slovaquie : 2
- Matchs nuls : 0

### États-Unis
Confrontations entre l'équipe des États-Unis de football et l'équipe de Slovaquie de football :
| Date             | Lieu                 | Match                  | Score | Compétition  |
| 14 novembre 2009 | Bratislava Slovaquie | Slovaquie - États-Unis | 1-0   | Match amical |

#### Bilan
- Total de matchs disputés : 1
- Victoires de l'équipe des États-Unis : 0
- Victoires de l'équipe de Slovaquie : 1
- Matchs nuls : 0

## F
- Haut – A
- B
- C
- D
- E
- F
- G
- H
- I
- J
- K
- L
- M
- N
- O
- P
- Q
- R
- S
- T
- U
- V
- W
- X
- Y
- Z

### Îles Féroé
Confrontations entre l'équipe des îles Féroé de football et l'équipe de Slovaquie de football :
| Date            | Lieu                 | Match                  | Score | Compétition                                           |
| 31 août 1996    | Toftir Îles Féroé    | Îles Féroé - Slovaquie | 1-2   | Qualifications pour la Coupe du monde 1998 (Groupe 6) |
| 23 octobre 1996 | Bratislava Slovaquie | Slovaquie- Îles Féroé  | 3-0   | Qualifications pour la Coupe du monde 1998 (Groupe 6) |

#### Bilan
- Total de matchs disputés : 2
- Victoires de l'équipe des Îles Féroé : 0
- Victoires de l'équipe de Slovaquie : 2
- Matchs nuls : 0

### Finlande
Confrontations entre l'équipe de Finlande de football et l'équipe de Slovaquie de football :
| Date           | Lieu             | Match                | Score | Compétition    |
| 9 février 1998 | Larnaca Chypre   | Slovaquie - Finlande | 2-0   | Tournoi amical |
| 19 août 1998   | Košice Slovaquie | Slovaquie - Finlande | 0-0   | Match amical   |

#### Bilan
- Total de matchs disputés : 2
- Victoires de l'équipe de Finlande : 0
- Victoires de l'équipe de Slovaquie : 2
- Matchs nuls : 0

### France
Confrontations entre l'équipe de France de football et l'équipe de Slovaquie de football :
| Date             | Lieu                 | Match              | Score | Compétition                                |
| 7 septembre 1994 | Bratislava Slovaquie | Slovaquie - France | 0-0   | Qualifications pour l'Euro 1996 (Groupe 1) |
| 26 avril 1995    | Nantes France        | France- Slovaquie  | 4-0   | Qualifications pour l'Euro 1996 (Groupe 1) |
| 1er mars 2006    | Saint-Denis France   | France - Slovaquie | 1-2   | Match amical                               |
| 22 août 2007     | Trnava Slovaquie     | Slovaquie - France | 0-1   | Match amical                               |

#### Bilan
- Total de matchs disputés : 4
- Victoires de l'équipe de France : 2
- Victoires de l'équipe de Slovaquie : 1
- Matchs nuls : 1

## G
- Haut – A
- B
- C
- D
- E
- F
- G
- H
- I
- J
- K
- L
- M
- N
- O
- P
- Q
- R
- S
- T
- U
- V
- W
- X
- Y
- Z

### Pays de Galles
Confrontations entre l'équipe du pays de Galles de football et l'équipe de Slovaquie de football :
| Date              | Lieu                | Match                      | Score | Compétition                                |
| 7 octobre 2006    | Cardiff Royaume-Uni | Galles - Slovaquie         | 1-5   | Qualifications pour l'Euro 2008 (Groupe D) |
| 12 septembre 2007 | Trnava Slovaquie    | Slovaquie - Galles         | 2-5   | Qualifications pour l'Euro 2008 (Groupe D) |
| 11 juin 2016      | Bordeaux            | Pays de Galles - Slovaquie | 2-1   | Euro 2016 (groupe B)                       |

#### Bilan
- Total de matchs disputés : 3
- Victoires de l'équipe du pays de Galles : 2
- Victoires de l'équipe de Slovaquie : 1
- Matchs nuls : 0

### Grèce
Confrontations entre l'équipe de Grèce de football et l'équipe de Slovaquie de football :
| Date             | Lieu                 | Match             | Score | Compétition  |
| 15 novembre 2000 | Rhodes Grèce         | Grèce - Slovaquie | 0-2   | Match amical |
| 30 avril 2003    | Žilina Slovaquie     | Slovaquie - Grèce | 2-2   | Match amical |
| 20 août 2008     | Bratislava Slovaquie | Slovaquie - Grèce | 0-2   | Match amical |

#### Bilan
- Total de matchs disputés : 3
- Victoires de l'équipe de Grèce : 1
- Victoires de la Slovaquie : 1
- Matchs nuls : 1

### Guatemala
Confrontations entre l'équipe du Guatemala de football et l'équipe de Slovaquie de football :
| Date             | Lieu      | Match                 | Score | Compétition  |
| 23 novembre 1999 | Guatemala | Guatemala - Slovaquie | 0-1   | Match amical |

#### Bilan
- Total de matchs disputés : 1
- Victoires de l'équipe du Guatemala : 0
- Victoires de la Slovaquie : 1
- Matchs nuls : 0

## H
- Haut – A
- B
- C
- D
- E
- F
- G
- H
- I
- J
- K
- L
- M
- N
- O
- P
- Q
- R
- S
- T
- U
- V
- W
- X
- Y
- Z

### Hongrie
Confrontations entre l'équipe de Hongrie de football et l'équipe de Slovaquie de football :
| Date             | Lieu                 | Match               | Score | Compétition                                |
| 31 mars 1999     | Bratislava Slovaquie | Slovaquie - Hongrie | 0-0   | Qualifications pour l'Euro 2000 (Groupe 7) |
| 9 juin 1999      | Győr Hongrie         | Hongrie - Slovaquie | 0-1   | Qualifications pour l'Euro 2000 (Groupe 7) |
| 30 novembre 2004 | Bangkok Thaïlande    | Hongrie - Slovaquie | 0-1   | Tournoi amical                             |
| 6 février 2008   | Limassol Chypre      | Hongrie - Slovaquie | 1-1   | Match amical                               |

#### Bilan
- Total de matchs disputés : 4
- Victoires de l'équipe de Hongrie : 0
- Victoires de l'équipe de Slovaquie : 2
- Matchs nuls : 2

## I
- Haut – A
- B
- C
- D
- E
- F
- G
- H
- I
- J
- K
- L
- M
- N
- O
- P
- Q
- R
- S
- T
- U
- V
- W
- X
- Y
- Z

### Iran
Confrontations entre l'équipe d'Iran de football et l'équipe de Slovaquie de football :
| Date           | Lieu                 | Match            | Score | Compétition  |
| 15 août 2001   | Bratislava Slovaquie | Slovaquie - Iran | 3-4   | Match amical |
| 6 février 2002 | Téhéran Iran         | Iran - Slovaquie | 2-3   | Match amical |

#### Bilan
- Total de matchs disputés : 2
- Victoires de l'équipe d'Irlande du Nord : 1
- Victoires de l'équipe de Slovaquie : 1
- Matchs nuls : 0

### Irlande
Confrontations entre l'équipe de république d'Irlande de football et l'équipe de Slovaquie de football :
| Date             | Lieu                 | Match               | Score | Compétition                                |
| 28 mars 2007     | Dublin Irlande       | Irlande - Slovaquie | 1-0   | Qualifications pour l'Euro 2008 (Groupe D) |
| 8 septembre 2007 | Bratislava Slovaquie | Slovaquie - Irlande | 2-2   | Qualifications pour l'Euro 2008 (Groupe D) |
| 12 octobre 2010  | Slovaquie            | Slovaquie - Irlande | 1-1   | Qualifications pour l'Euro 2012 (Groupe B) |
| 2 septembre 2011 | Irlande              | Irlande - Slovaquie | 0-0   | Qualifications pour l'Euro 2012 (Groupe B) |

#### Bilan
- Total de matchs disputés : 4
- Victoires de l'équipe d'Irlande : 1
- Victoires de l'équipe de Slovaquie : 0
- Matchs nuls : 3

### Irlande du Nord
Confrontations entre l'équipe d'Irlande du Nord de football et l'équipe de Slovaquie de football :
| Date             | Lieu                    | Match                       | Score | Compétition                                           |
| 25 août 1998     | Belfast Irlande du Nord | Irlande du Nord - Slovénie  | 1-0   | Match amical                                          |
| 6 septembre 2008 | Bratislava Slovaquie    | Slovaquie - Irlande du Nord | 2-1   | Qualifications pour la Coupe du monde 2010 (Groupe 3) |
| 9 septembre 2009 | Belfast Irlande du Nord | Irlande du Nord - Slovaquie | 0-2   | Qualifications pour la Coupe du monde 2010 (Groupe 3) |

#### Bilan
- Total de matchs disputés : 3
- Victoires de l'équipe d'Irlande du Nord : 1
- Victoires de l'équipe de Slovaquie : 2
- Matchs nuls : 0

### Islande
Confrontations entre l'équipe d'Islande de football et l'équipe de Slovaquie de football :
| Date           | Lieu                    | Match               | Score | Compétition    |
| 27 août 1997   | Trnava Slovaquie        | Slovaquie - Islande | 3-1   | Match amical   |
| 7 février 1998 | Limassol Chypre         | Slovaquie - Islande | 2-1   | Tournoi amical |
| 26 mars 2008   | Zlaté Moravce Slovaquie | Slovaquie - Islande | 1-2   | Match amical   |
| 12 août 2009   | Reykjavik Islande       | Islande - Slovaquie | 1-1   | Match amical   |

#### Bilan
- Total de matchs disputés : 4
- Victoires de l'équipe d'Islande : 1
- Victoires de l'équipe de Slovaquie : 2
- Matchs nuls : 1

### Israël
Confrontations entre l'équipe d'Israël de football et l'équipe de Slovaquie de football :
| Date             | Lieu                 | Match              | Score | Compétition                                |
| 12 octobre 1994  | Tel Aviv Israël      | Israël - Slovaquie | 2-2   | Qualifications pour l'Euro 1996 (Groupe 1) |
| 6 septembre 1995 | Košice Slovaquie     | Slovaquie - Israël | 1-0   | Qualifications pour l'Euro 1996 (Groupe 1) |
| 18 août 1998     | Bratislava Slovaquie | Slovaquie - Israël | 1-0   | Match amical                               |

#### Bilan
- Total de matchs disputés : 3
- Victoires de l'équipe d'Israël : 0
- Victoires de l'équipe de Slovaquie : 2
- Matchs nuls : 1

### Italie
Confrontations entre l'équipe d'Italie de football et l'équipe de Slovaquie de football :
| Date            | Lieu                         | Match              | Score | Compétition                                         |
| 28 janvier 1998 | Catane Italie                | Italie - Slovaquie | 3-1   | Match amical                                        |
| 24 juin 2010    | Johannesbourg Afrique du Sud | Slovaquie - Italie | 3-2   | Match de poule de la Coupe du monde 2010 (Groupe F) |

#### Bilan
- Total de matchs disputés : 2
- Victoires de l'équipe d'Italie : 1
- Victoires de l'équipe de Slovaquie : 1
- Matchs nuls : 0

## J
- Haut – A
- B
- C
- D
- E
- F
- G
- H
- I
- J
- K
- L
- M
- N
- O
- P
- Q
- R
- S
- T
- U
- V
- W
- X
- Y
- Z

### Japon
Confrontations entre l'équipe du Japon de football et l'équipe de Slovaquie de football :
| Date           | Lieu            | Match             | Score | Compétition    |
| 11 juin 2000   | Sendai Japon    | Japon - Slovaquie | 1-1   | Tournoi amical |
| 29 avril 2002  | Tokyo Japon     | Japon - Slovaquie | 1-0   | Match amical   |
| 9 juillet 2004 | Hiroshima Japon | Japon - Slovaquie | 3-1   | Tournoi amical |

#### Bilan
- Total de matchs disputés : 3
- Victoires de l'équipe du Japon : 2
- Victoires de l'équipe de Slovaquie : 0
- Matchs nuls : 1

## L
- Haut – A
- B
- C
- D
- E
- F
- G
- H
- I
- J
- K
- L
- M
- N
- O
- P
- Q
- R
- S
- T
- U
- V
- W
- X
- Y
- Z

### Lettonie
Confrontations entre l'équipe de Lettonie de football et l'équipe de Slovaquie de football :
| Date             | Lieu                 | Match                | Score | Compétition                                           |
| 9 octobre 2004   | Bratislava Slovaquie | Slovaquie - Lettonie | 4-1   | Qualifications pour la Coupe du monde 2006 (Groupe 3) |
| 7 septembre 2005 | Riga Lettonie        | Lettonie - Slovaquie | 1-1   | Qualifications pour la Coupe du monde 2006 (Groupe 3) |
| 9 octobre 2012   | Bratislava Slovaquie | Slovaquie - Lettonie | 2-1   | Qualifications pour la Coupe du monde 2014 (Groupe G) |

#### Bilan
- Total de matchs disputés : 3
- Victoires de l'équipe de Lettonie : 0
- Victoires de l'équipe de Slovaquie : 2
- Matchs nuls : 1

### Liechtenstein
Confrontations entre l'équipe du Liechtenstein de football et l'équipe de Slovaquie de football :
| Date             | Lieu                | Match                     | Score | Compétition                                           |
| 10 octobre 1998  | Vaduz Liechtenstein | Liechtenstein - Slovaquie | 0-4   | Qualifications pour l'Euro 2000 (Groupe 7)            |
| 8 septembre 1999 | Dubnica Slovaquie   | Slovaquie - Liechtenstein | 2-0   | Qualifications pour l'Euro 2000 (Groupe 7)            |
| 2 avril 2003     | Trnava Slovaquie    | Slovaquie - Liechtenstein | 4-0   | Qualifications pour l'Euro 2004 (Groupe 7)            |
| 11 octobre 2003  | Vaduz Liechtenstein | Liechtenstein - Slovaquie | 0-2   | Qualifications pour l'Euro 2004 (Groupe 7)            |
| 8 septembre 2004 | Trnava Slovaquie    | Slovaquie - Liechtenstein | 7-0   | Qualifications pour la Coupe du monde 2006 (Groupe 3) |
| 17 août 2005     | Vaduz Liechtenstein | Liechtenstein - Slovaquie | 0-0   | Qualifications pour la Coupe du monde 2006 (Groupe 3) |
| 19 novembre 2008 | Žilina Slovaquie    | Slovaquie - Liechtenstein | 4-0   | Match amical                                          |

#### Bilan
- Total de matchs disputés : 7
- Victoires de l'équipe du Liechtenstein : 0
- Victoires de l'équipe de Slovaquie : 6
- Matchs nuls : 1

### Lituanie
Confrontations entre l'équipe de Lituanie de football et l'équipe de Slovaquie de football :
| Date         | Lieu             | Match                | Score | Compétition                                           |
| 22 mars 2013 | Žilina Slovaquie | Slovaquie - Lituanie | 1-1   | Qualifications pour la Coupe du monde 2014 (Groupe G) |

#### Bilan
- Total de matchs disputés : 1
- Victoires de l'équipe de Lituanie : 0
- Victoires de l'équipe de Slovaquie : 0
- Matchs nuls : 1

### Luxembourg
Confrontations entre l'équipe du Luxembourg de football et l'équipe de Slovaquie de football :
| Date           | Lieu                 | Match                  | Score | Compétition                                           |
| 18 août 2004   | Bratislava Slovaquie | Slovaquie - Luxembourg | 3-1   | Qualifications pour la Coupe du monde 2006 (Groupe 3) |
| 8 juin 2005    | Luxembourg           | Luxembourg - Slovaquie | 0-4   | Qualifications pour la Coupe du monde 2006 (Groupe 3) |
| 9 février 2011 | Luxembourg           | Luxembourg - Slovaquie | 2-1   | Match amical                                          |
| 23 mars 2023   | Trnava Slovaquie     | Luxembourg - Slovaquie | 0-0   | Qualifications pour le Championnat d'Europe 2024      |

#### Bilan
- Total de matchs disputés : 4
- Victoires de l'équipe du Luxembourg : 1
- Victoires de l'équipe de Slovaquie : 2
- Matchs nuls : 1

## M
- Haut – A
- B
- C
- D
- E
- F
- G
- H
- I
- J
- K
- L
- M
- N
- O
- P
- Q
- R
- S
- T
- U
- V
- W
- X
- Y
- Z

### Macédoine
Confrontations entre l'équipe de Macédoine de football et l'équipe de Slovaquie de football :
| Date              | Lieu                     | Match                 | Score | Compétition                                           |
| 3 septembre 2000  | Bratislava Slovaquie     | Slovaquie - Macédoine | 2-0   | Qualifications pour la Coupe du monde 2002 (Groupe 4) |
| 7 octobre 2001    | Skopje Macédoine du Nord | Macédoine - Slovaquie | 0-5   | Qualifications pour la Coupe du monde 2002 (Groupe 4) |
| 29 mars 2003      | Skopje Macédoine du Nord | Macédoine - Slovaquie | 0-2   | Qualifications pour l'Euro 2004 (Groupe 7)            |
| 10 septembre 2003 | Žilina Slovaquie         | Slovaquie - Macédoine | 1-1   | Qualifications pour l'Euro 2004 (Groupe 7)            |
| 3 septembre 2010  | Slovaquie                | Slovaquie - Macédoine | 1-0   | Qualifications pour l'Euro 2012 (Groupe B)            |
| 11 octobre 2011   | Macédoine du Nord        | Macédoine - Slovaquie | 1-1   | Qualifications pour l'Euro 2012 (Groupe B)            |

#### Bilan
- Total de matchs disputés : 6
- Victoires de l'équipe de Macédoine : 0
- Victoires de l'équipe de Slovaquie : 4
- Matchs nuls : 2

### Malte
Confrontations entre l'équipe de Malte de football et l'équipe de Slovaquie de football :
| Date              | Lieu                 | Match             | Score | Compétition                                    |
| 30 mars 1994      | La Valette Malte     | Malte - Slovaquie | 1-2   | Match amical                                   |
| 16 août 1994      | Bratislava Slovaquie | Slovaquie - Malte | 1-1   | Match amical                                   |
| 22 septembre 1996 | Bratislava Slovaquie | Slovaquie - Malte | 6-0   | Qualifications pour le Mondial 1998 (Groupe 6) |
| 31 mars 1997      | La Valette Malte     | Malte - Slovaquie | 0-2   | Qualifications pour le Mondial 1998 (Groupe 6) |
| 15 août 2006      | Bratislava Slovaquie | Slovaquie - Malte | 3-0   | Match amical                                   |

#### Bilan
- Total de matchs disputés : 5
- Victoires de l'équipe de Malte : 0
- Victoires de l'équipe de Slovaquie : 4
- Matchs nuls : 1

### Maroc
Confrontations entre l'équipe du Maroc de football et l'équipe de Slovaquie de football :
| Date           | Lieu                        | Match             | Score | Compétition    |
| 6 février 1994 | Charjah Émirats arabes unis | Slovaquie - Maroc | 1-2   | Tournoi amical |

#### Bilan
- Total de matchs disputés : 1
- Victoires de l'équipe du Maroc : 1
- Victoires de l'équipe de Slovaquie : 0
- Matchs nuls : 0

### Moldavie
Confrontations entre l'équipe de Moldavie de football et l'équipe de Slovaquie de football :
| Date             | Lieu              | Match                | Score | Compétition                                           |
| 7 octobre 2000   | Kichinev Moldavie | Moldavie - Slovaquie | 0-1   | Qualifications pour la Coupe du monde 2002 (Groupe 4) |
| 5 septembre 2001 | Trenčín Slovaquie | Slovaquie - Moldavie | 4-2   | Qualifications pour la Coupe du monde 2002 (Groupe 4) |

#### Bilan
- Total de matchs disputés : 2
- Victoires de l'équipe de Moldavie : 0
- Victoires de l'équipe de Slovaquie : 2
- Matchs nuls : 0

## N
- Haut – A
- B
- C
- D
- E
- F
- G
- H
- I
- J
- K
- L
- M
- N
- O
- P
- Q
- R
- S
- T
- U
- V
- W
- X
- Y
- Z

### Norvège
Confrontations entre l'équipe de Norvège de football et l'équipe de Slovaquie de football :
| Date        | Lieu             | Match               | Score | Compétition  |
| 27 mai 2000 | Oslo Norvège     | Norvège - Slovaquie | 2-0   | Match amical |
| 3 mars 2010 | Žilina Slovaquie | Slovaquie - Norvège | 0-1   | Match amical |

#### Bilan
- Total de matchs disputés : 2
- Victoires de l'équipe de Norvège : 2
- Victoires de l'équipe de Slovaquie : 0
- Match nul : 0

### Nouvelle-Zélande
Confrontations entre l'équipe de Nouvelle-Zélande de football et l'équipe de Slovaquie de football :
| Date         | Lieu                      | Match                        | Score | Compétition                                         |
| 15 juin 2010 | Rustenburg Afrique du Sud | Nouvelle-Zélande - Slovaquie | 1-1   | Match de poule de la Coupe du monde 2010 (Groupe F) |

#### Bilan
- Total de matchs disputés : 1
- Victoires de l'équipe de Nouvelle-Zélande : 0
- Victoires de l'équipe de Slovaquie : 0
- Matchs nuls : 1

## O
- Haut – A
- B
- C
- D
- E
- F
- G
- H
- I
- J
- K
- L
- M
- N
- O
- P
- Q
- R
- S
- T
- U
- V
- W
- X
- Y
- Z

### Ouzbékistan
Confrontations entre l'équipe d'Ouzbékistan de football et l'équipe de Slovaquie de football :
| Date        | Lieu             | Match                   | Score | Compétition  |
| 14 mai 2002 | Prešov Slovaquie | Slovaquie - Ouzbékistan | 4-1   | Match amical |

#### Bilan
- Total de matchs disputés : 1
- Victoires de l'équipe d'Ouzbékistan : 0
- Victoires de la Slovaquie : 1
- Matchs nuls : 0

## P
- Haut – A
- B
- C
- D
- E
- F
- G
- H
- I
- J
- K
- L
- M
- N
- O
- P
- Q
- R
- S
- T
- U
- V
- W
- X
- Y
- Z

### Paraguay
Confrontations entre l'équipe du Paraguay de football et l'équipe de Slovaquie de football :
| Date         | Lieu                        | Match                | Score | Compétition                                         |
| 20 juin 2010 | Bloemfontein Afrique du Sud | Paraguay - Slovaquie | 2-0   | Match de poule de la Coupe du monde 2010 (Groupe F) |

#### Bilan
- Total de matchs disputés : 1
- Victoires de l'équipe du Paraguay : 1
- Victoires de l'équipe de Slovaquie : 0
- Matchs nuls : 0

### Pays-Bas
| Date         | Lieu                  | Match                | Score | Compétition                               |
| 27 juin 2010 | Durban Afrique du Sud | Pays-Bas - Slovaquie | 2-1   | Coupe du monde 2010 (Huitièmes de finale) |
| 30 mai 2012  | Rotterdam Pays-Bas    | Pays-Bas - Slovaquie | 2-0   | Match amical                              |
| 31 mai 2018  | Trnava Slovaquie      | Slovaquie - Pays-Bas | 1-1   | Match amical                              |

Bilan
- Total de matchs disputés : 3
- Victoires de l'équipe des Pays-Bas : 2
- Victoires de l'équipe de Slovaquie : 0
- Match nul : 1

### Pérou
Confrontations entre l'équipe du Pérou de football et l'équipe de Slovaquie de football :
| Date             | Lieu       | Match             | Score | Compétition  |
| 17 novembre 1999 | Lima Pérou | Pérou - Slovaquie | 2-1   | Match amical |

#### Bilan
- Total de matchs disputés : 1
- Victoires de l'équipe du Pérou : 1
- Victoires de la Slovaquie : 0
- Matchs nuls : 0

### Pologne
Confrontations entre l'équipe de Pologne de football et l'équipe de Slovaquie de football :
| Date             | Lieu                 | Match               | Score | Compétition                                           |
| 7 juin 1995      | Zabrze Pologne       | Pologne - Slovaquie | 5-0   | Qualifications pour l'Euro 1996 (Groupe 1)            |
| 10 novembre 1995 | Bratislava Slovaquie | Slovaquie - Pologne | 4-1   | Qualifications pour l'Euro 1996 (Groupe 1)            |
| 15 octobre 2008  | Bratislava Slovaquie | Slovaquie - Pologne | 2-1   | Qualifications pour la Coupe du monde 2010 (Groupe 3) |
| 14 octobre 2009  | Chorzów Pologne      | Pologne - Slovaquie | 0-1   | Qualifications pour la Coupe du monde 2010 (Groupe 3) |
| 14 octobre 2012  | Klagenfurt Autriche  | Pologne - Slovaquie | 1-0   | Tournoi amical                                        |
| 14 juin 2021     | Saint-Pétersbourg    | Pologne - Slovaquie | 1-2   | Euro 2020                                             |

#### Bilan
- Total de matchs disputés : 6
- Victoires de l'équipe de Pologne : 3
- Victoires de l'équipe de Slovaquie : 5
- Matchs nuls : 0

### Portugal
Confrontations entre l'équipe du Portugal de football et l'équipe de Slovaquie de football :
| Date            | Lieu                 | Match                | Score | Compétition                                           |
| 14 octobre 1998 | Bratislava Slovaquie | Slovaquie - Portugal | 0-3   | Qualifications pour l'Euro 2000 (Groupe 7)            |
| 5 juin 1999     | Lisbonne Portugal    | Portugal - Slovaquie | 1-0   | Qualifications pour l'Euro 2000 (Groupe 7)            |
| 30 mars 2005    | Bratislava Slovaquie | Slovaquie - Portugal | 1-1   | Qualifications pour la Coupe du monde 2006 (Groupe 3) |
| 4 juin 2005     | Lisbonne Portugal    | Portugal - Slovaquie | 2-0   | Qualifications pour la Coupe du monde 2006 (Groupe 3) |

#### Bilan
- Total de matchs disputés : 4
- Victoires de l'équipe du Portugal : 3
- Victoires de l'équipe de Slovaquie : 0
- Matchs nuls : 1

## R
- Haut – A
- B
- C
- D
- E
- F
- G
- H
- I
- J
- K
- L
- M
- N
- O
- P
- Q
- R
- S
- T
- U
- V
- W
- X
- Y
- Z

### Roumanie
Confrontations entre l'équipe de Roumanie de football et l'équipe de Slovaquie de football :
| Date             | Lieu                           | Match                | Score | Compétition                                |
| 14 octobre 1941  | Bucarest Royaume de Roumanie   | Roumanie - Slovaquie | 3-2   | Match amical                               |
| 23 août 1942     | Bratislava République slovaque | Slovaquie - Roumanie | 1-0   | Match amical                               |
| 13 juin 1943     | Bucarest Royaume de Roumanie   | Roumanie - Slovaquie | 2-2   | Match amical                               |
| 12 novembre 1994 | Bucarest Roumanie              | Roumanie - Slovaquie | 3-2   | Qualifications pour l'Euro 1996 (Groupe 1) |
| 12 novembre 1995 | Košice Slovaquie               | Slovaquie - Roumanie | 0-2   | Qualifications pour l'Euro 1996 (Groupe 1) |
| 12 novembre 1999 | Bucarest Roumanie              | Roumanie - Slovaquie | 0-0   | Qualifications pour l'Euro 2000 (Groupe 7) |
| 12 novembre 1999 | Bratislava Slovaquie           | Slovaquie - Roumanie | 1-5   | Qualifications pour l'Euro 2000 (Groupe 7) |
| 25 avril 2001    | Ploieşti Roumanie              | Roumanie - Slovaquie | 0-0   | Match amical                               |
| 12 février 2003  | Larnaca Chypre                 | Roumanie - Slovaquie | 2-1   | Tournoi amical                             |
| 9 février 2005   | Larnaca Chypre                 | Roumanie - Slovaquie | 2-2   | Match amical                               |
| 26 Juin 2024     | Frankfurt Allemagne            | Slovaquie - Roumanie | 1-1   | Euro 2024 (Groupe E)                       |

#### Bilan
- Total de matchs disputés : 11
- Victoires de l'équipe de Roumanie : 5
- Victoires de l'équipe de Slovaquie : 1
- Matchs nuls :5

### Russie
Confrontations entre l'équipe de Russie de football et l'équipe de Slovaquie de football :
| Date             | Lieu                     | Match              | Score | Compétition                                           |
| 29 mai 1994      | Moscou Russie            | Russie - Slovaquie | 2-1   | Match amical                                          |
| 8 mars 1995      | Košice Slovaquie         | Slovaquie - Russie | 2-1   | Match amical                                          |
| 31 mai 2000      | Moscou Russie            | Russie - Slovaquie | 1-1   | Match amical                                          |
| 4 septembre 2004 | Moscou Russie            | Russie - Slovaquie | 1-1   | Qualifications pour la Coupe du monde 2006 (Groupe 3) |
| 12 octobre 2005  | Bratislava Slovaquie     | Slovaquie - Russie | 0-0   | Qualifications pour la Coupe du monde 2006 (Groupe 3) |
| 7 septembre 2010 | Moscou Russie            | Russie - Slovaquie | 0-1   | Qualifications pour l'Euro 2012 (Groupe B)            |
| 7 octobre 2011   | Žilina Slovaquie         | Slovaquie - Russie | 0-1   | Qualifications pour l'Euro 2012 (Groupe B)            |
| 15 juin 2016     | Villeneuve-d'Ascq France | Russie - Slovaquie | 1-2   | Euro 2016 (groupe B)                                  |

#### Bilan
- Total de matchs disputés : 8
- Victoires de l'équipe de Russie : 2
- Victoires de l'équipe de Slovaquie : 3
- Matchs nuls : 3

Sources
- (sk) Reprezentácia - Slovenský futbalový zväz : Matchs de l'équipe de Slovaquie de football sur le site de la Fédération slovaque de football

## S
- Haut – A
- B
- C
- D
- E
- F
- G
- H
- I
- J
- K
- L
- M
- N
- O
- P
- Q
- R
- S
- T
- U
- V
- W
- X
- Y
- Z

### Saint-Marin
Confrontations entre l'équipe de Saint-Marin de football et l'équipe de Slovaquie de football :
| Date             | Lieu                   | Match                   | Score | Compétition                                           |
| 13 octobre 2007  | Dubnica Slovaquie      | Slovaquie - Saint-Marin | 7-0   | Qualifications pour l'Euro 2008 (Groupe D)            |
| 21 novembre 2007 | Serravalle Saint-Marin | Saint-Marin - Slovaquie | 0-5   | Qualifications pour l'Euro 2008 (Groupe D)            |
| 11 octobre 2008  | Serravalle Saint-Marin | Saint-Marin - Slovaquie | 1-3   | Qualifications pour la Coupe du monde 2010 (Groupe 3) |
| 6 juin 2009      | Bratislava Slovaquie   | Slovaquie - Saint-Marin | 7-0   | Qualifications pour la Coupe du monde 2010 (Groupe 3) |

#### Bilan
- Total de matchs disputés : 4
- Victoires de l'équipe de Saint-Marin : 0
- Victoires de l'équipe de Slovaquie : 4
- Matchs nuls : 0

### Serbie-et-Monténégro
Confrontations entre l'équipe de Serbie de football et l'équipe de Slovaquie de football :
| Date            | Lieu          | Match                            | Score | Compétition  |
| 11 juillet 2004 | Fukuoka Japon | Serbie-et-Monténégro - Slovaquie | 1-0   | Match amical |

#### Bilan
- Total de matchs disputés : 1
- Victoires de l'équipe de Serbie-et-Monténégro : 1
- Victoires de l'équipe de Slovaquie : 0
- Matchs nuls : 0

### Slovénie
Confrontations entre l'équipe de Slovénie de football et l'équipe de Slovaquie de football :
| Date              | Lieu                 | Match                | Score | Compétition                                           |
| 6 février 1998    | Limassol Chypre      | Slovaquie - Slovénie | 1-1   | Tournoi amical                                        |
| 17 novembre 2004  | Trnava Slovaquie     | Slovaquie - Slovénie | 0-0   | amical                                                |
| 10 septembre 2008 | Maribor Slovénie     | Slovénie - Slovaquie | 2-1   | Qualifications pour la Coupe du monde 2010 (Groupe 3) |
| 10 octobre 2009   | Bratislava Slovaquie | Slovaquie - Slovénie | 0-2   | Qualifications pour la Coupe du monde 2010 (Groupe 3) |

#### Bilan
- Total de matchs disputés : 4
- Victoires de l'équipe de Slovénie : 1
- Victoires de l'équipe de Slovaquie : 1
- Matchs nuls : 2

### Suède
Confrontations entre l'équipe de Slovaquie de football et l'équipe de Suède de football : 
| Date             | Lieu                     | Match             | Score | Compétition                                           |
| 11 octobre 2000  | Bratislava Slovaquie     | Slovaquie - Suède | 0-0   | Qualifications pour la Coupe du monde 2002 (Groupe 4) |
| 2 juin 2001      | Stockholm Suède          | Suède - Slovaquie | 2-0   | Qualifications pour la Coupe du monde 2002 (Groupe 4) |
| 18 juin 2021     | Saint-Pétersbourg Russie | Suède - Slovaquie | 1-0   | Euro 2021                                             |
| 11 Octobre 2024  | Bratislava Slovaquie     | Slovaquie - Suède |       | LIGUE DES NATIONS 24/25                               |
| 16 Novembre 2024 | Stockholm Suède          | Suède - Slovaquie |       | LIGUE DES NATIONS 24/25                               |

#### Bilan
- Total de matchs disputés : 3
- Victoires de l'équipe de Suède : 2
- Victoires de la Slovaquie : 0
- Matchs nuls : 1

### Suisse
Confrontations entre l'équipe de Slovaquie de football et l'équipe de Suisse de football : 
| Date        | Lieu                 | Match              | Score | Compétition  |
| 6 août 1997 | Bratislava Slovaquie | Slovaquie - Suisse | 1-0   | Match amical |
| 24 mai 2008 | Lugano Suisse        | Suisse - Slovaquie | 2-0   | Match amical |

#### Bilan
- Total de matchs disputés : 2
- Victoires de l'équipe de Suisse : 1
- Victoires de l'équipe de Slovaquie : 1
- Matchs nuls : 0

## T
- Haut – A
- B
- C
- D
- E
- F
- G
- H
- I
- J
- K
- L
- M
- N
- O
- P
- Q
- R
- S
- T
- U
- V
- W
- X
- Y
- Z

### Tchéquie
Confrontations entre l'équipe de Slovaquie de football et l'équipe de Tchéquie de football:
| Date             | Lieu                 | Match                          | Score | Compétition                                           |
| 8 mai 1995       | Bratislava Slovaquie | Slovaquie - République tchèque | 1-1   | Match amical                                          |
| 24 août 1997     | Bratislava Slovaquie | Slovaquie - République tchèque | 2-1   | Qualifications pour la Coupe du monde 1998 (Groupe 6) |
| 11 octobre 1997  | Prague Tchéquie      | République tchèque - Slovaquie | 3-0   | Qualifications pour la Coupe du monde 1998 (Groupe 6) |
| 21 août 2002     | Olomouc Tchéquie     | République tchèque - Slovaquie | 4-1   | Match amical                                          |
| 6 septembre 2006 | Bratislava Slovaquie | Slovaquie - République tchèque | 0-3   | Qualifications pour l'Euro 2008 (Groupe D)            |
| 17 novembre 2007 | Prague Tchéquie      | République tchèque - Slovaquie | 3-1   | Qualifications pour l'Euro 2008 (Groupe D)            |
| 1er avril 2009   | Prague Tchéquie      | République tchèque - Slovaquie | 1-2   | Qualifications pour la Coupe du monde 2010 (Groupe 3) |
| 5 septembre 2009 | Bratislava Slovaquie | République tchèque - Slovaquie | 2-2   | Qualifications pour la Coupe du monde 2010 (Groupe 3) |
| 5 septembre 2012 | Olomouc Tchéquie     | République tchèque - Slovaquie | 3-0   | Match amical                                          |

#### Bilan
- Total de matchs disputés : 9
- Victoires de la Slovaquie : 2
- Victoires de l'équipe de Tchéquie : 5
- Matchs nuls : 2

### Thaïlande
Confrontations entre l'équipe de Slovaquie de football et l'équipe de Thaïlande de football :
| Date            | Lieu              | Match                 | Score | Compétition    |
| 2 décembre 2004 | Bangkok Thaïlande | Thaïlande - Slovaquie | 1-1   | Tournoi amical |

#### Bilan
- Total de matchs disputés : 1
- Victoires de l'équipe de Slovaquie : 0
- Victoires de l'équipe de Thaïlande : 0
- Matchs nuls : 1

### Turquie
Confrontations entre l'équipe de Slovaquie de football et l'équipe de Turquie de football : 
| Date               | Lieu                 | Match               | Score | Compétition                                           |
| 24 mars 2001       | Istanbul Turquie     | Turquie - Slovaquie | 1-1   | Qualifications pour la Coupe du monde 2002 (Groupe 4) |
| 1er septembre 2001 | Bratislava Slovaquie | Slovaquie - Turquie | 0-1   | Qualifications pour la Coupe du monde 2002 (Groupe 4) |
| 7 septembre 2002   | Istanbul Turquie     | Turquie - Slovaquie | 3-0   | Qualifications pour l'Euro 2004 (Groupe 7)            |
| 7 juin 2003        | Bratislava Slovaquie | Slovaquie - Turquie | 0-1   | Qualifications pour l'Euro 2004 (Groupe 7)            |
| 7 février 2012     | Bursa Turquie        | Turquie - Slovaquie | 1-2   | Match amical                                          |

#### Bilan
- Total de matchs disputés : 5
- Victoires de l'équipe de Slovaquie : 1
- Victoires de l'équipe de Turquie : 3
- Matchs nuls : 1

## U
- Haut – A
- B
- C
- D
- E
- F
- G
- H
- I
- J
- K
- L
- M
- N
- O
- P
- Q
- R
- S
- T
- U
- V
- W
- X
- Y
- Z

### Ukraine
Confrontations entre l'équipe de Slovaquie de football et l'équipe d'Ukraine de football : 
| Date             | Lieu                 | Match               | Score | Compétition             |
| 20 novembre 2002 | Trnava Slovaquie     | Slovaquie - Ukraine | 1-1   | Match amical            |
| 28 avril 2004    | Kiev Ukraine         | Ukraine - Slovaquie | 1-1   | Match amical            |
| 10 février 2009  | Limassol Chypre      | Ukraine - Slovaquie | 3-2   | Tournoi amical          |
| 7 Septembre 2014 | Kiev Ukraine         | Ukraine - Slovaquie | 0-1   | Qualification Euro 2016 |
| 7 Septembre 2015 | Trnava Slovaquie     | Slovaquie - Ukraine | 0-0   | Qualification Euro 2016 |
| 7 Septembre 2018 | Kiev Ukraine         | Ukraine - Slovaquie | 1-0   | Ligue des Nation 18/19  |
| 16 Novembre 2018 | Trnava Slovaquie     | Slovaquie - Ukraine | 4-1   | Ligue des Nation 18/19  |
| 21 Juin 2024     | Düsseldorf Allemagne | Slovaquie - Ukraine | 1-2   | Euro 2024 (Groupe E)    |

#### Bilan
- Total de matchs disputés : 8
- Victoires de l'équipe de Slovaquie : 2
- Victoires de l'équipe d'Ukraine : 3
- Matchs nuls : 4

## Y
- Haut – A
- B
- C
- D
- E
- F
- G
- H
- I
- J
- K
- L
- M
- N
- O
- P
- Q
- R
- S
- T
- U
- V
- W
- X
- Y
- Z

### Yougoslavie
Confrontations entre l'équipe de Yougoslavie de football et l'équipe de Slovaquie de football :
| Date              | Lieu                    | Match                   | Score | Compétition                                    |
| 8 juin 1997       | Belgrade RF Yougoslavie | Yougoslavie - Slovaquie | 2-0   | Qualifications pour le Mondial 1998 (Groupe 6) |
| 10 septembre 1997 | Bratislava Slovaquie    | Slovaquie - Yougoslavie | 1-1   | Qualifications pour le Mondial 1998 (Groupe 6) |

#### Bilan
- Total de matchs disputés : 2
- Victoires de l'équipe de Slovaquie : 0
- Victoires de l'équipe de Yougoslavie : 1
- Matchs nuls : 1

## Sources
- (sk) Reprezentácia - Slovenský futbalový zväz : Matchs passés de l'équipe de Slovaquie de football sur le site de la Fédération slovaque de football.
- (sk) Plán stretnutí SR "A" na rok 2010 - Slovenský futbalový zväz : Matchs de l'équipe de Slovaquie de football pour l'année 2010 sur le site de la Fédération slovaque de football.
- (sk) Výsledky podľa rokov - Slovenský futbalový zväz : Matchs de l’équipe de Slovaquie de football selon les années sur le site de la Fédération slovaque de football.
- (en) UEFA.com - UEFA EURO 2012 - Matches : Matchs de qualification pour l'Euro 2012 sur le site de l'UEFA.